# Quella carezza della sera (brano musicale)
Quella carezza della sera è un celebre brano musicale del gruppo rock italiano New Trolls del 1978, pubblicato nel 45 giri Quella carezza della sera/Aldebaran e, nello stesso anno, pubblicato nell'album Aldebaran. Il brano ha ottenuto il maggior successo all’interno dell’album.

## Testo e significato
poi mi mettevano a letto finita la cena, lei mi spegneva la luce ed andava via. Io rimanevo da solo ed avevo paura, ma non chiedevo a nessuno: rimani un po’.»
(New Trolls)
Il brano ha una melodia avvolgente che accompagna l’ascoltatore in un vero e proprio viaggio nell'infanzia. Il protagonista ricorda i bei momenti trascorsi, in particolare quelli legati alla figura del padre, che mettono in risalto il rapporto tra padre e figlio. Nel ritornello il protagonista si chiede dove sia finita la speranza che aveva da bambino, poi si interroga se manca maggiormente la carezza della sera, prima di andare a dormire, oppure la voglia di avventura. 
Nel complesso, il testo evoca un senso di nostalgia, per momenti di felicità e affetto, nel contempo esprime il desiderio di nuove esperienze e il bisogno di vicinanza emotiva.